# نانی هامارستروم
نانی هامارستروم (انگلیسی: Nanny Hammarström; ۲۳ مارس ۱۸۷۰ – ۳ دسامبر ۱۹۵۳) نویسنده، و آموزگار اهل فنلاند بود.